# Ray Lindwall

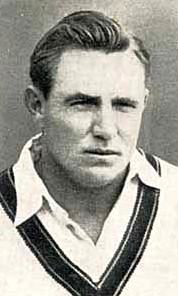
Ray Lindwall.

Raymond Russell Lindwall, född 3 oktober 1921 i Mascot, New South Wales, Australien, död 23 juni 1996 i Brisbane, Queensland, Australien, var en australisk cricketspelare han tävlade för sitt landslag i 61 test-matcher mellan 1946 och 1960. Han spelade också rugby för laget St. George där han spelade i två finaler under karriären. Han var svenskättling genom sin farfar.